# Otto II van Hachberg
Otto II van Hachberg (overleden in 1418) was van 1410 tot 1415 de laatste markgraaf van Baden-Hachberg. Hij behoorde tot het huis Baden.

## Levensloop
Otto II was de jongste zoon van markgraaf Hesso van Baden-Hachberg en Agnes van Geroldseck. Na de dood van zijn twee oudere broers werd Otto II troonopvolger. Nadat zijn oom Johan in 1409 en zijn vader Hesso in 1410 stierven, werd Otto II markgraaf van Baden-Hachberg. 
Het markgraafschap Hachberg had hoge schulden en omdat Otto ongehuwd en kinderloos gebleven was, zocht Otto onder zijn familieleden naar een koper voor zijn gebieden. Zijn schoonbroer, graaf Frederik VIII van Leiningen-Dagsburg, had zelf hoge schulden en zag daarvan af. Zijn neef Rudolf III uit de Sausenbergse linie van het huis Baden zag de koop niet zitten en stuurde hem daarom door naar een verre neef, markgraaf Bernhard I van Baden uit de hoofdlinie van het huis Baden. Bernhard toonde wel interesse en kocht op 25 juli 1415 het markgraafschap Hachberg voor 80.000 rijngulden over van Otto II.
Ondanks de verkoop van zijn gebieden, liet Otto zich tot aan zijn dood in 1418 markgraaf van Hachberg noemen. Tot aan het einde van zijn leven mocht hij de burcht van Höhingen gebruiken en toen hij in 1418 overleed, stierf ook de Hachbergse linie van het huis Baden uit.